# التركيبة السكانية للمثليين في البرازيل

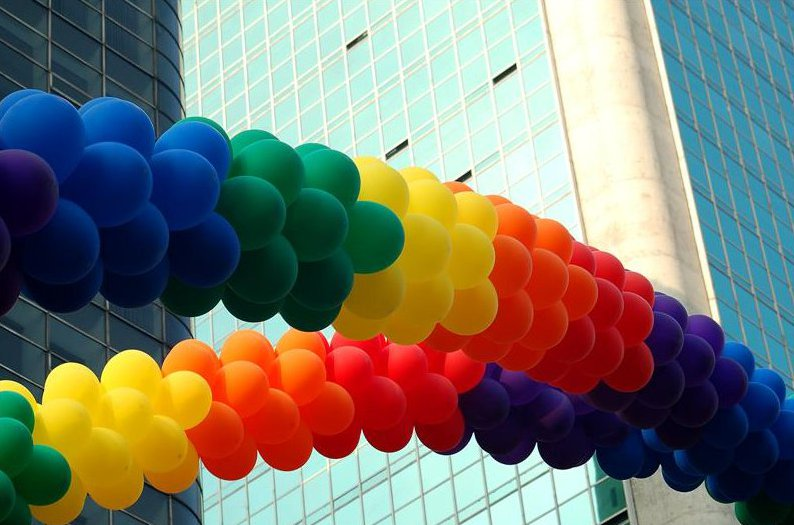
بالونات قوس قزح في ساو باولو

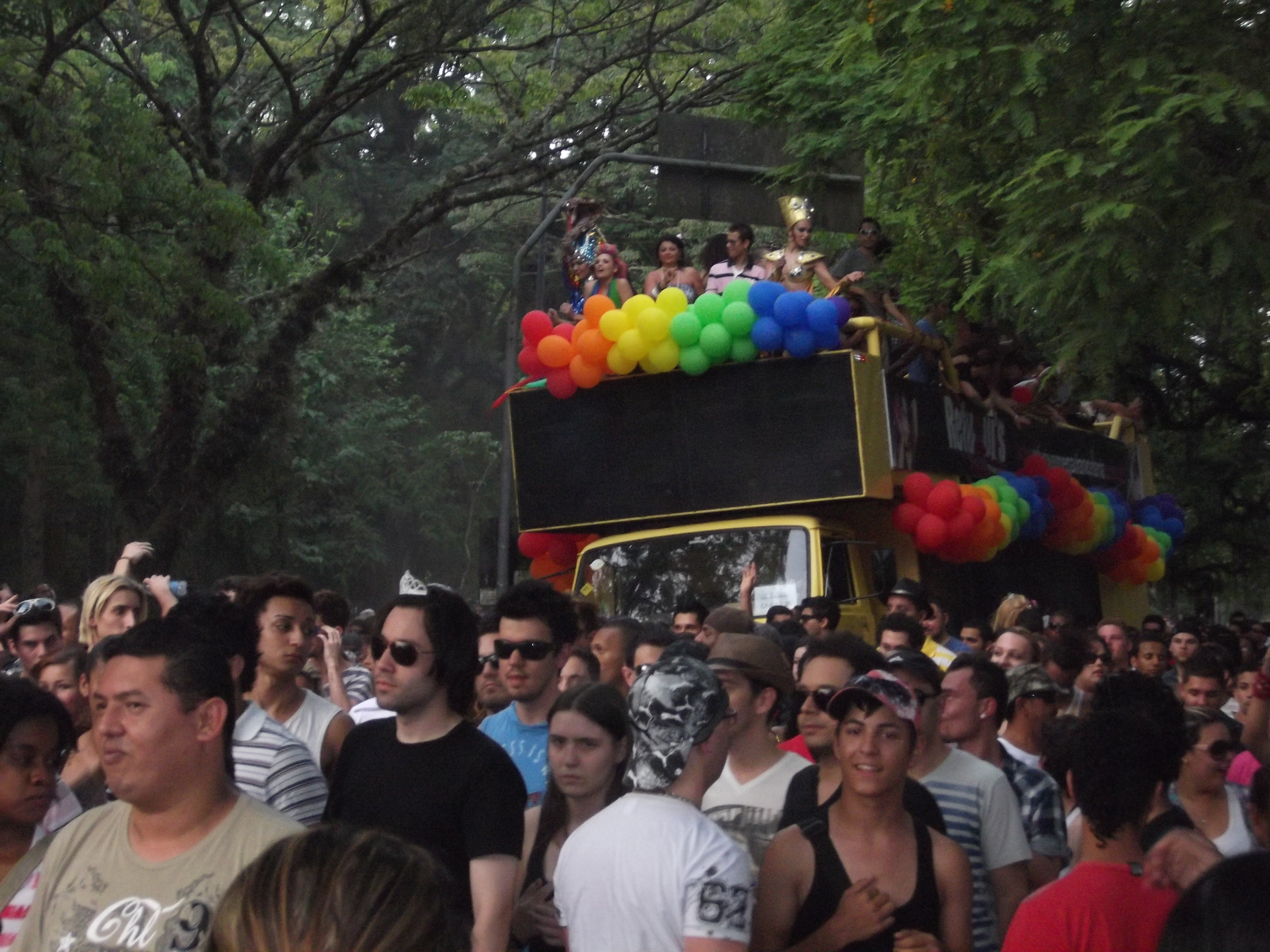
مجموعة من المثليين في بورتو أليغري

يمثل الأشخاص المثليون والمثليات ومزدوجو التوجه الجنسي والمتحولون جنسيا في البرازيل 8.35٪ من البرازيليين، أو ما يقرب لأكثر من 20.000.000 مواطنا من مجتمع الميم.
في عام 2009، وجدت دراسة استقصائية أجريت في 10 مدن برازيلية من قبل جامعة ساو باولو أن 7.8% من الرجال يعرفون أنفسهم على أنهم مثليوا الجنس مع تمثيل الرجال مزدوجي التوجه الجنسي ل2.6% أخرى من مجموع السكان (ليصبح المجموع 10.4%). كانت نسبة السكان مثليات الجنس 4.9% مع تمثيل النساء مزدوجات التوجه الجنسي بلغت 1.4% (ليصبح المجموع 6.3%).
كان نسبة 19.3% من السكان الرجال في مدينة ريو دي جانيرو من المثليين ومزدوجي التوجه الجنسي. وتحتوي مدينة ريو دي جانيرو على أعلى نسبة من الرجال غير المغايرين، 19.3% من سكانها الرجال من المثليين ومزدوجي التوجه الجنسي. تقع أكبر نسبة من الإناث من المثليات ومزدوجات التوجه الجنسي في مدينة ماناوس، حيث أن نسبة 10.2% من سكانها من النساء مثليات ومزدوجات التوجه الجنسي. تضم مدينة ساو باولو، أكبر مدينة برازيلية، تضم أكبر عدد من المثليين والمثليات ومزدوجي التوجه الجنسي والمتحولين جنسيا.
يتم يتم توزيع التركيبة السكانية للمثليين حسب الجنس على النحو التالي: 64% من الرجال و 36% من الإناث. يتم توزيع تركيبة التوجه الجنسي المعلن من مجتمع الدراسة على النحو التالي: 54% قالوا إنهم مثليون، وقال 28% إنهم مثليات، وقال 17% إنهم مزدوجو التوجه الجنسي، 1% لم يصلح في أي من أعلاه. كان التعليم وتوزع السكان المثليين على النحو التالي: كان لدى 57% درجة عليا (في الجامعة أو الكلية) كاملة، ولدى 40% شهادة المدرسة الثانوية كاملة. يتم توزيع تكوين الحالة السكنية للسكان المثليين على النحو التالي: يعيش 52% مع الآباء أو الأقارب، يعيش 22% مع شركاءهم، يعيش 20% بمفردهم، يعيش 6% مع أصدقاء.
في عام 2010، كشفت دراسة استقصائية أجرتها وزارة الصحة في البرازيل أن السكان من مجتمع المثليين البرازيليين لديهم أموال أكثر من السكان المغايرين. وكان مثليون جنسيا: فئة أ وب، 26.9%، فئة سي، 49.9%، فئة دي وإي، 23.2%. كان المغايرون جنسيا: فئة أ وب، 18.2%، فئة سي، 47.8، فئة دي وإي 34%.
في عام 2007، كشفت دراسة استقصائية أجرتها «إنسيرتش» أن مجتمع المثليين في البرازيل ينفقون أكثر بنسبة 40% على المواد المتعلقة بالترفيه من المغايرين. سافر 84% إلى البرازيل أربع مرات على مدار ال12 شهرًا الماضية وسافر 36% للخارج في السنوات الثلاث الماضية. كما قرأ البرازيليون من مجتمع المثليين المزيد، قرأ 88% الصحف، وقرأ 94% المجلات. لدى 73% عادة الذهاب إلى السينما ثلاث مرات في الشهر في المتوسط، ويذهب 46% إلى المسرح مرة واحدة في الشهر ويشتري 57% على الأقل 8 كتب في السنة. وهو ما تجاوز المعدل الوطني.
ما يقرب من 80% من البرازيليين من مجتمع المثليين يقيمون في المدن الكبيرة، وجاء 50% جاءوا من الداخل. كل المدن الكبيرة في البرازيل، معروفة بكونها صديقة للمثليين، وغالبا ما تحتوي على عدد من المؤسسات ذات التوجه المثلي، مثل الحانات والبارات المثلية، الملاهي الليلية المثلية، الحمامات المثلية والمثليين المطاعم. تعتبر قرية المثليين شارع فري كانيكا الأكثر شهرة في ساو باولو وشارع فارمي دي أمويدو في ريو دي جانيرو.

## حسب النسبة
مدن مختارة للبحث:
| الرتية | المدينة        | نسبة سكان المدينة | السكان من المثليين والمثليات ومزدوجي التوجه الجنسي | السكان من المثليين والمثليات ومزدوجي التوجه الجنسي |
| الرتية | المدينة        | نسبة سكان المدينة | الرتبة                                             |                                                    |
| ------ | -------------- | ----------------- | -------------------------------------------------- | -------------------------------------------------- |
| 1      | ريو دي جانيرو  | 14.30%            | 1                                                  |                                                    |
| 2      | فورتاليزا      | 8.35%             | 3                                                  |                                                    |
| 3      | ماناوس         | 8.35%             | 4                                                  |                                                    |
| 4      | ساو باولو      | 8.20%             | 2                                                  |                                                    |
| 5      | سالفادور       | 8.05%             | 5                                                  |                                                    |
| 6      | برازيليا       | 7.95%             | 6                                                  |                                                    |
| 7      | بيلو هوريزونتي | 6.85%             | 7                                                  |                                                    |
| 8      | كوريتيبا       | 6.55%             | 8                                                  |                                                    |
| 9      | بورتو أليغري   | 5.95%             | 9                                                  |                                                    |
| 10     | كويابا         | 5.65%             | 10                                                 |                                                    |

## حسب الأزواج

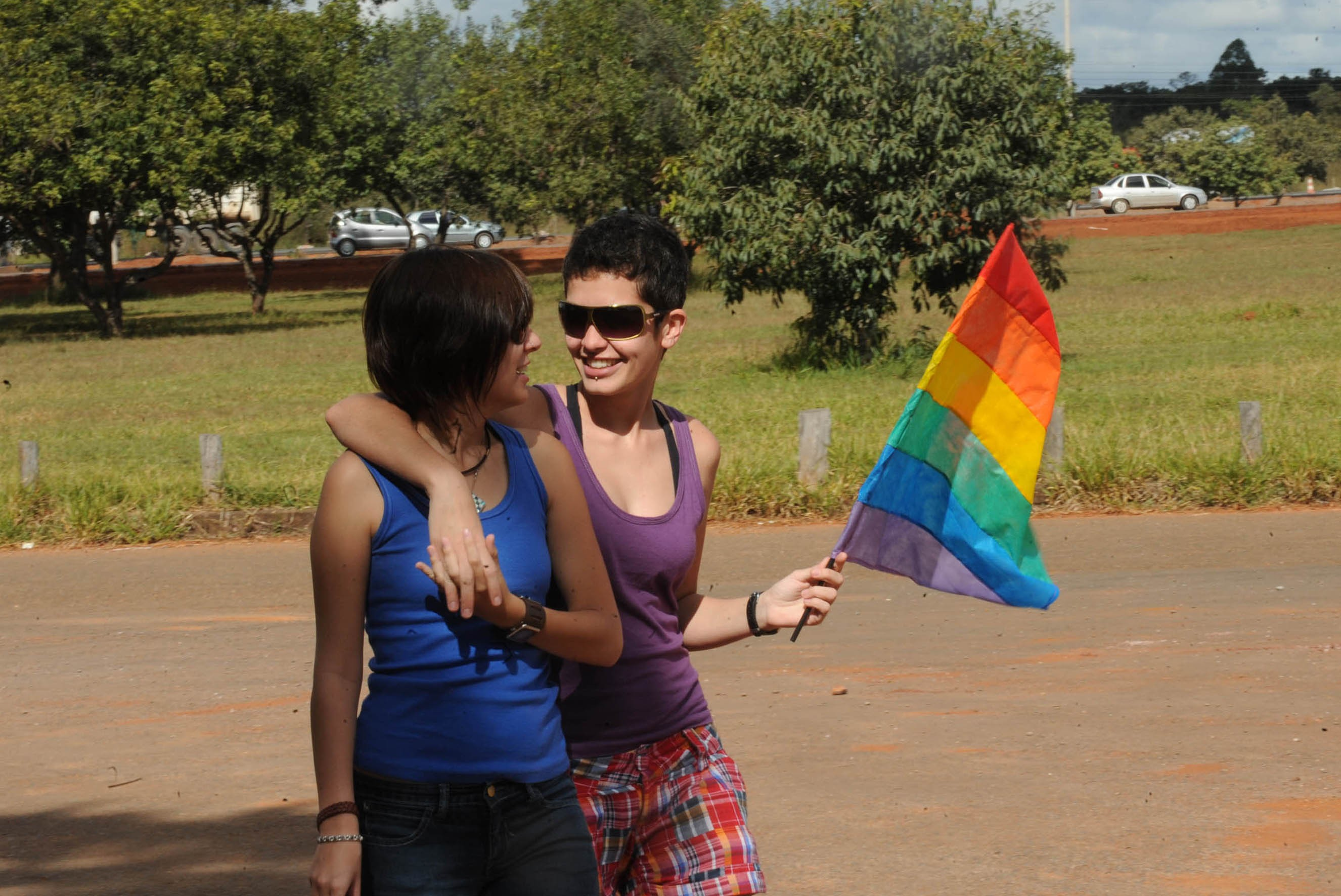
زوجتان مثليتان في مدينة برازيليا

العلاقات المثلية في نفس المنزل في الأقاليم البرازيلية، وفقًا لتعداد المعهد البرازيلي للجغرافيا والإحصاء لعام 2010:
| الرتبة | الإقليم                | الشركاء والأزواج المثليين | الشركاء والأزواج المثليون | الشركاء والأزواج المثليون |
| الرتبة | الإقليم                | الشركاء والأزواج المثليين | الرتبة                    |                           |
| ------ | ---------------------- | ------------------------- | ------------------------- | ------------------------- |
| 1      | الإقليم الجنوبي الشرقي | 32,202                    | 1                         |                           |
| 2      | الإقليم الشمالي الشرقي | 12,196                    | 2                         |                           |
| 3      | الإقليم الجنوبي        | 8,000                     | 3                         |                           |
| 4      | الإقليم المركزي الغربي | 4,141                     | 4                         |                           |
| 5      | الإقليم الشمالي        | 3,429                     | 5                         |                           |

## حسب الناتج المحلي الإجمالي للفرد
كان للأزواج المثليين نصيب أكبر للفرد من الناتج المحلي الإجمالي (سنويًا) مقارنة بالأزواج المغايرين، وفقًا لتعداد المعهد البرازيلي للجغرافيا والإحصاء لعام 2010 :
| الناتج المحلي الإجمالي للفرد (سنويا)         | الشركاء والأزواج المغايرون | الشركاء والأزواج المثليون |
| -------------------------------------------- | -------------------------- | ------------------------- |
| < R$3,270 (تعيس)                             | 9.2%                       | 3.4%                      |
| R$3,270 < R$6,540 (فقير)                     | 18.72%                     | 15.6%                     |
| R$6,540 < R$13,080 (فقير نسبيًا)              | 10.56%                     | 25.14%                    |
| R$13,080 < R$32,700 (الطبقة المتوسطة الدنيا) | 10.56%                     | 20.5%                     |
| R$32,700 < R$65,400 (الطبقة الوسطى)          | 3.41%                      | 9.55%                     |
| R$65,400 < R$130,800 (الطبقة الوسطى العليا)  | 1.05%                      | 3.77%                     |
| > R$130,800 (غني)                            | 0.34%                      | 1.4%                      |

## التكنولوجيا
المثليون جنسيا والمغايرون جنسيا حسب الحصول على التكنولوجيا:
| السلع/الخدمات        | المثليون جنسيا | المغايرون جنسيا |
| -------------------- | -------------- | --------------- |
| هاتف ذكي             | 47%            | 40%             |
| حاسوب محمول          | 69%            | 64%             |
| كاميرا الويب         | 76%            | 72%             |
| حاسوب لوحي           | 15%            | 12%             |
| تلفزيون أل سي دي     | 52%            | 49%             |
| نظام التموضع العالمي | 32%            | 29%             |